# 샤를 뒤투아

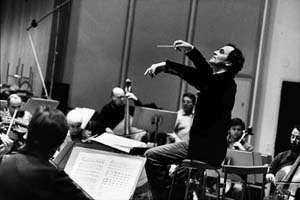
1984년 지휘 모습

샤를 뒤투아(Charles Édouard Dutoit, 1936년 10월 7일 ~ )는 스위스의 지휘자이다.
스위스 로잔에서 태어났다. 로잔 음악원, 제네바 음악원, 아카데미아 키지아나 졸업. 샤를 뮌에게 사사. 스트라빈스키의 <병사의 이야기> 지휘로 데뷔. 스트라빈스키와 라벨을 지휘. 바이올린을 배우던 중 비올라를 익혀 로잔 오케스트라의 멤버로서 비올라를 맡았다가 그 곳에서 지휘를 시작하여 1964년부터 베른 심포니오케스트라의 제2지휘자, 1967년부터 동 심포니오케스트라의 수석지휘자가 되었다. 1975년에는 스웨덴 에텐보리에서 활동하였고, 1977년 캐나다의 몬트리올에서 음악감독으로 취임하였다. 몬트리올로 옮긴 이후 오케스트라를 멋지게 변신시켰을 뿐만 아니라 자신도 훌륭한 연주를 들려주었다. 특히 프랑스 작품에서는 아름다운 음향과 풍부한 감성으로 높은 평가를 받고 있다.